# Повой сольданеллевый
Повой сольданеллевый (Calystegia soldanella, син. Convolvulus soldanella) — вид растений семейства Вьюнковые (Convolvulaceae). Многолетняя травянистая лиана, произрастающая на песчаных пляжах и других прибрежных местах в умеренных регионах по всему миру. Также стал известен как «цветок принца» в честь принца Карла Эдуарда Стюарта, который посеял его на острове Эрискей, Шотландия, когда высадился там в 1745 году, чтобы возглавить восстание Якобитов.

## Распространение
В Северной Америке Calystegia soldanella встречается на западном побережье, а также в некоторых районах восточного побережья. Также распространён в Австралии и Новой Зеландии.

## Охрана
Вид внесён в Красные книги Украины, России и некоторых субъектов России: Республика Крым (охраняется в Опукском заповеднике), город Севастополь, Краснодарский и Приморский край (Дальневосточный морской заповедник), Сахалинская область (Курильский заповедник, заказники «Малые Курилы» и «Островной»).